# Calodexia lateralis
Calodexia lateralis là một loài ruồi trong họ Tachinidae.